# Lo specchio dei pensieri (singolo)
Lo specchio dei pensieri è un brano musicale composto nel 1995 dal cantautore Gigi Finizio con la collaborazione del paroliere Vincenzo Capasso.

## Descrizione
Il brano, presentato al Festival di Sanremo 1995, arrivò terzo nella classifica della sezione Nuove Proposte, e segnò, per l'artista della canzone napoletana e italiana, l'inizio di un periodo di un buon successo.
Il brano fu inserito nell'album omonimo, pubblicato nel 1996. 